# مارتي فيلا
مارتي فيلا غارسيا هو لاعب كرة قدم إسباني، من مواليد 26 مايو 1999، يلعب في نادي أندورا، يلعب كظهير أيسر، ويمكنه أيضًا اللعب كجناح أيسر؛ وُلد فيلا في بيرغا، برشلونة، كاتالونيا، وانضم إلى لا ماسيا في برشلونة في عام 2009.

## روابط خارجية
- مارتي فيلا على موقع الاتحاد الأوربي (الإنجليزية)
- مارتي فيلا على موقع قاعدة بيانات كرة القدم.إي يو (الإنجليزية)
- مارتي فيلا على موقع Soccerway.com (الإنجليزية)